# Cadivi
La Comisión Nacional de Administración de Divisas (CADIVI) fue un organismo venezolano, encargado de administrar las divisas a los ciudadanos ( compra y venta de dólares y euros) bajo ciertas condiciones y limitaciones controlando el libre acceso a la moneda extranjera, durante su existencia, se rigió bajo la Ley de Ilícitos Cambiarios decretado en octubre de 2005 (derogada en agosto de 2018). CADIVI estaba adscrito al Ministerio de Finanzas y fue creado en el año 2003 a través del  Decreto N.º 2.302 de control cambiario que impuso el gobierno el 5 de febrero de ese mismo año. El ministro Jorge Giordani a principios del 2013 dijo que se había perdido 25 mil millones de dólares a través del sistema CADIVI. Este organismo fue reemplazado por el Centro Nacional de Comercio Exterior (CENCOEX) a partir de enero del 2014 hasta su cierre el 30 de enero del 2016, para ser administrado simplemente por el Banco Central de Venezuela para la cual se crea sistema de tipo de cambio flotante por medio de subastas con el Sistema de Divisas de Tipo de Cambio Complementario Flotante de Mercado (DICOM), se probaron varias modificaciones hasta llegar al 2 de mayo de 2019 que se elimina las subastas del DICOM, entonces el BCV pasa a controlar la información del precio promedio de la compra y venta a través de la "Mesa de Cambios" de los diferentes bancos del país.
A partir del 5 de agosto de 2017 se inicia con el nuevo fiscal general una profunda investigación por casos de corrupción con el uso indebido en la obtención de dólares preferenciales y entrega de falsas facturaciones y declaraciones
Los 12 años que duró Cadivi, provocó una alta inflación en la economía nacional que en un principio no se reflejó por el incremento gradual del precio del petróleo, pero fue el origen de la pérdida de las Reservas Internacionales del país y parte de su infraestructura industrial, el retraso de la producción nacional que venía creciendo, por consecuencia, sus exportaciones se paralizaron y fueron decayendo; en cambio, se incrementaron las importaciones en detrimento de la industria nacional y con ello la corrupción. El programa CADIVI fue peor que lo que ocurrió con el programa RECADI aplicado en los años 80.

## Historia

### Antecedentes
En 1983, un organismo similar a CADIVI, llamado RECADI fue establecido para administrar un sistema de tipos de cambio diferencial y controles de capital, que se disolvió en 1989, cuando se abolió el sistema de tipo de cambio diferencial. RECADI constituyó una brecha en la historia de corrupción venezolana, y se convirtió en un importante escándalo en 1989 cuando cinco exministros fueron detenidos, sin embargo, los cargos fueron retirados más tarde.
El Viernes Negro de 1983, representa un hito que cambió su historia económica. Hasta ese día se mantuvo oficialmente la estabilidad y fiabilidad que desde la segunda década del siglo XX había caracterizado al bolívar, cuya última cotización libre con respecto al dólar fue al valor fijo de 4,30 bolívares. Desde entonces viene la devaluación constante del bolívar, las complicaciones con el pago de la deuda externa, el acelerado deterioro del poder adquisitivo y la implantación de un control de cambio llamado "Régimen de Cambio Diferencial" (RECADI) —que funcionó entre el 28 de febrero de 1983 y el 10 de febrero de 1989 y que tuvo graves casos de corrupción durante el gobierno de Jaime Lusinchi— hicieron desaparecer la estabilidad cambiaría de la moneda venezolana. nada comparado con la corrupción generada por el sistema Cadivi entre el 2003 y el 2013.
Los controles de cambio tipo CADIVI y otros, fueron adoptados nuevamente desde el 5 de febrero de 2003 en un supuesto intento de limitar la fuga de capitales, a raíz del paro petrolero de 2002-2003, destinado a cambiar la política petrolera aplicada por el gobierno y el cambio de sus directivos en la gerencia asumidos sin un buen perfil profesional y poca experiencia en el campo petrolero, bajó el PIB en un 27% durante los primeros cuatro meses de 2003.
En 2008, la devaluación gradual del bolívar, hizo que el gobierno de Chávez eliminara tres ceros al bolívar, creando así una nueva moneda conocida como el "bolívar fuerte" (Bs.F.), pero mantuvo la moneda vinculada a una tasa más alta frente al dólar que el valor real del mercado. Desde el año 2003, las medidas económicas mal estructuradas han creado una escasez de divisas, debido a la falta de confianza en la política del gobierno dirigidas a un cambio comercial hacia China y la desvinculación con el mercado estadounidense, la venta de activos de refinerías de CITGO y de Europa incidió en la desconfianza  del bolívar y las divisas, especialmente el dólar estadounidense, hizo que se encontraran en una mayor demanda. Esto aunado a la corrupción de funcionarios públicos y el abuso de la influencia en obras públicas muy a pesar de encontrarse dentro de un bum petrolero.
A partir del 2014 se inicia en la economía venezolana una fuerte recesión económica, una baja producción petrolera y una inflación anual por encima del 100%. Es nombrado presidente de la comisión CADIVI al ciudadano Alejandro Antonio Fleming Cabrera. Para el año 2018 la hiper inflación obliga al gobierno a eliminar cinco ceros  a la moneda, a fin de agilizar el sistema contable, se elimina el "bolívar fuerte" y aparece el "bolívar Soberano", en los siguientes ocho meses se elimina casi por completo el control de cambio y el sistema DICOM.
| Período               | Sistema                                                                 | Clasificación                                 |
| --------------------- | ----------------------------------------------------------------------- | --------------------------------------------- |
| 1811 - Nov 1960       | Tipo de Cambio Libre                                                    | Libre Movilidad de Capital                    |
| Nov 1960 - Feb 1964   | Primer Control cambiario Decreto 390, GO N.º 26.401                     | Control Cambiario                             |
| Feb 1964 - Feb 1983   | Tipo de Cambio Libre                                                    | Libre Movilidad de Capital                    |
| Feb 1983 - Feb 1989   | RECADI                                                                  | Control Cambiario                             |
| Mar 1989 - Sep 1992   | Tipo de Cambio Flotante Libre                                           | Libre Movilidad de Capital                    |
| Oct 1992 - Jul 1994   | Microdevaluaciones                                                      | Libre Movilidad de Capital                    |
| Jul 1994 - Jul 1996   | OTAC Oficina Técnica de Administración Cambiaria                        | Control Cambiario                             |
| Jul 1996 - Ene 2002   | Bandas Cambiarias                                                       | Control Cambiario                             |
| Feb 2002 - Feb 2003   | Tipo de Cambio Flotante Controlado                                      | Movilidad de Capital con Intervención Estatal |
| Feb 2003 - Feb 2013   | CADIVI (Tipo de Cambio Fijo) a mediados del 2010 aparece SITME          | Control Cambiario                             |
| Feb 2013 - Ene 2014   | CADIVI (DIPRO - SICAD))                                                 | Control Cambiario                             |
| Ene 2014 - Mar 2015   | CENCOEX (DIPRO - SICAD I - SICAD II)                                    | Control Cambiario                             |
| Mar 2015 - Ene 2016   | CENCOEX (DIPRO - SICAD I - SIMADI)                                      | Control Cambiario                             |
| Ene 2016 - Ene 2018   | DIPRO - DICOM - (Tipo de Cambio Flotante Controlado)                    | Control Cambiario                             |
| Ene 2018 - May 2019   | DICOM (Tipo de Cambio Flotante Controlado) desaparece el DIPRO Ago 2018 | Movilidad de Capital con Intervención Estatal |
| May 2019 - Actualidad | Interbancario (Tipo de Cambio Flotante Controlado) Mesa de cambio       | Movilidad de Capital con Intervención Estatal |

### CADIVI

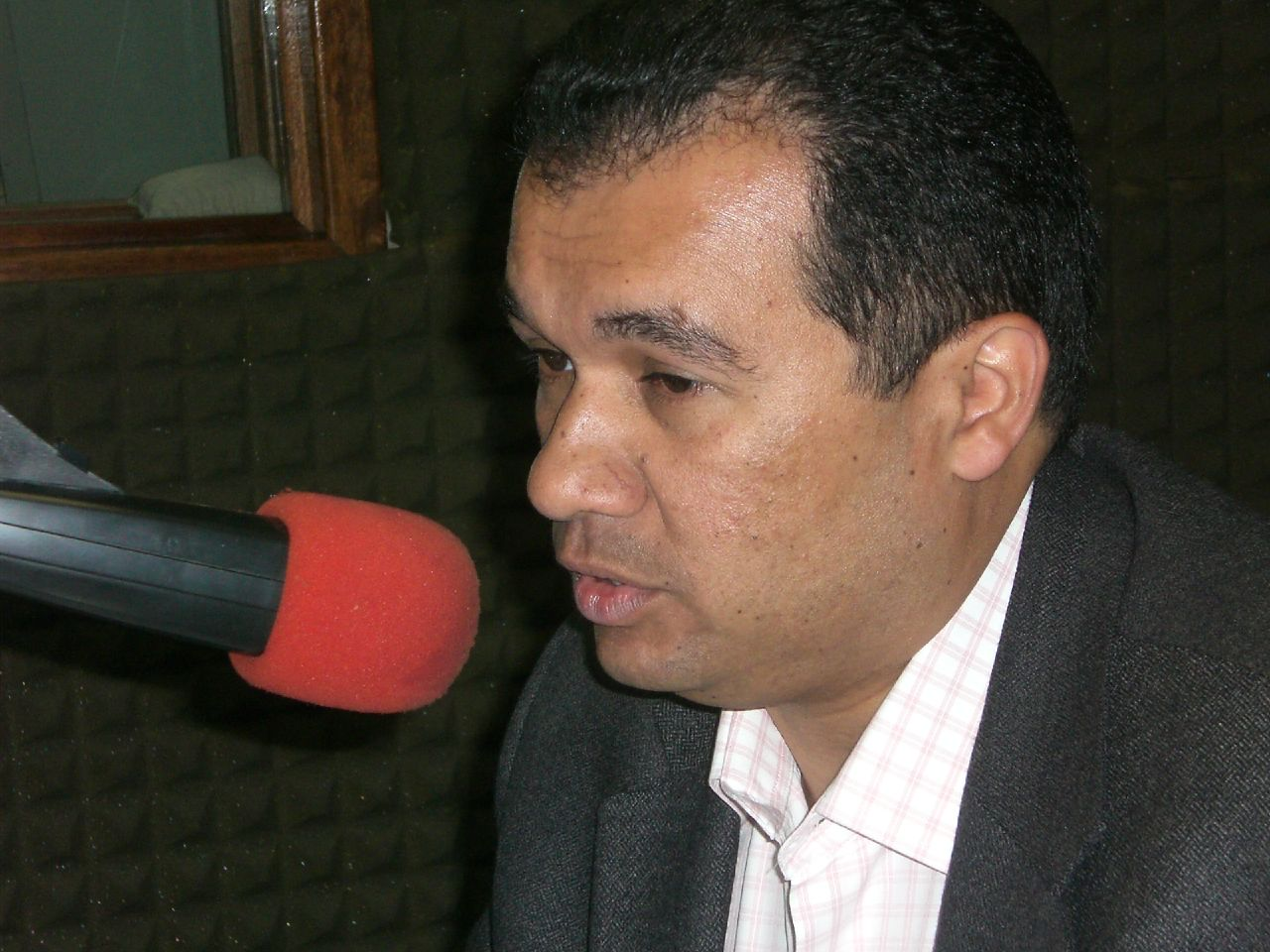
Manuel Barroso.

Comisión de Administración de Divisas La fuga de capitales fue la supuesta razón principal para la creación de CADIVI,mediante el Decreto Presidencial N.º 2.302 en el 2003 y con el valor único fijo de  B/. 1 600 bolívares por dólar, fue creada la Comisión que otorgaba divisas para la importación de bienes, para viajeros siendo asignado hasta US $4 000 dólares al año y para gastos electrónicos US $2 000 dólares al año. Jorge Giordani ministro de Planificación declaró que, durante la administración de Manuel Barroso se desaparecieron 25 mil millones de dólares En enero de 2004 sufre su primera modificación el dólar fijo pasa a valer B/. 1 920 bolívares por dólar este cambio duraría poco.
En enero de 2005 el tipo de cambio pasaría a B/. 2 150 bolívares por dólar, así quedaría durante cinco años, al país ingreso muchas divisas debido al boom petrolero. A partir del 2007 hubo unas modificaciones, cualquier persona que poseyera tarjeta de crédito, podía viajar y disponer de US $5 000 dólares al cambio oficial (cupo viajero) y además realizar compras electrónicas nacionales por US $ 3 000 dólares.
A partir de 2008 el país sufre la recoversión de la moneda, oficialmente se eliminan tres ceros, el último día de  diciembre de 2008 según Gaceta oficial 39 089 se da una nueva modificación, se dan dos tipos de cambio uno se mantiene a 2.15 para importaciones , estudiantes en el exterior y compras de medicinas; el otro es a 4.30 para viajeros  y se reduce estas cuotas a US $ 2 500 dólares para viajes (cupo viajero) y compras electrónicas US $400 dólares por lo que sufre un incremento de un 100% para la compra de la divisas. En enero de 2011 el tipo de cambio oficial pasa a B/.4.30 bolívares por dólar
El 8 de febrero de 2013  el tipo de cambio oficial pasaría a B/.6.30 bolívares por dólar para importaciones de bienes básicos y pago de la deuda externa,  y otro a B/. 11.30 bolívares por dólar para exportaciones e importaciones, cupo viajero y compras electrónicas según convenio cambiario Nro. 14 se fija (Gaceta oficial Nro. 40 108). En noviembre de 2013 se crea CENCOEX que pasaría a reemplazar a Cadivi en enero del siguiente año.
Desde que el control de cambio se implementó en Venezuela en el año 2003, la población se ha visto en la necesidad de acostumbrarse a un cambiante y riguroso proceso de obtención de divisas supervisado por la Comisión, en donde el usuario se ve inmerso en variadas reglamentaciones cambiantes y rigurosas en organismos de control cambiario constantemente creados cada año para realizar funciones similares, pero con reglamentaciones diferentes y más complejas para la obtención de una más limitada cantidad de dólares americanos ($ US), como es el caso del SITME, SICAD, SICAD I y II y SIMADI.
| Número | años                  | Nombre                           | Cargo    | Status                                                        |
| ------ | --------------------- | -------------------------------- | -------- | ------------------------------------------------------------- |
| 1      | 2003- 2004            | Edgar Hernández Behrens          | director | militar                                                       |
| 2      | 2004-2006             | Mary Espinoza Mogollon de Robles | director | ciudadana                                                     |
| 3      | 2006-2013             | Manuel Barroso                   | director | General de brigada                                            |
| 4      | 2013 (marzo a agosto) | Eudomar Tovar                    | director | economista, Universidad de                                    |
| 5      | 2013- 2014            | José Salamat Khan Fernández      | director | dirigente sindical del los trabajadores de Educación Superior |

### SITME
Sistema de transacciones con Títulos en Moneda Extranjera  (jul 2010- feb 2013) administrado por el Banco central de Venezuela a través del cual se compran y venden en bolívares títulos en moneda extranjera fijados por encima del valor de Cadivi (B/. 5.30 bolívares por dólar) para abastecer al mayor número de persona jurídicas hasta 50 000 dólares mensuales y un tope de US $300 000 al año y a las personas individuales la compra de US $5 000 para viajes, Us $6 000 para remesas, Us $5 000 para gastos de estudiantes en el exterior y US $10 000 para casos especiales. Duro poco tiempo hasta febrero de 2013.

### SICAD
Sistema Complementario de Adquisición de Divisas (sicad) (2013- 2016)

### CENCOEX

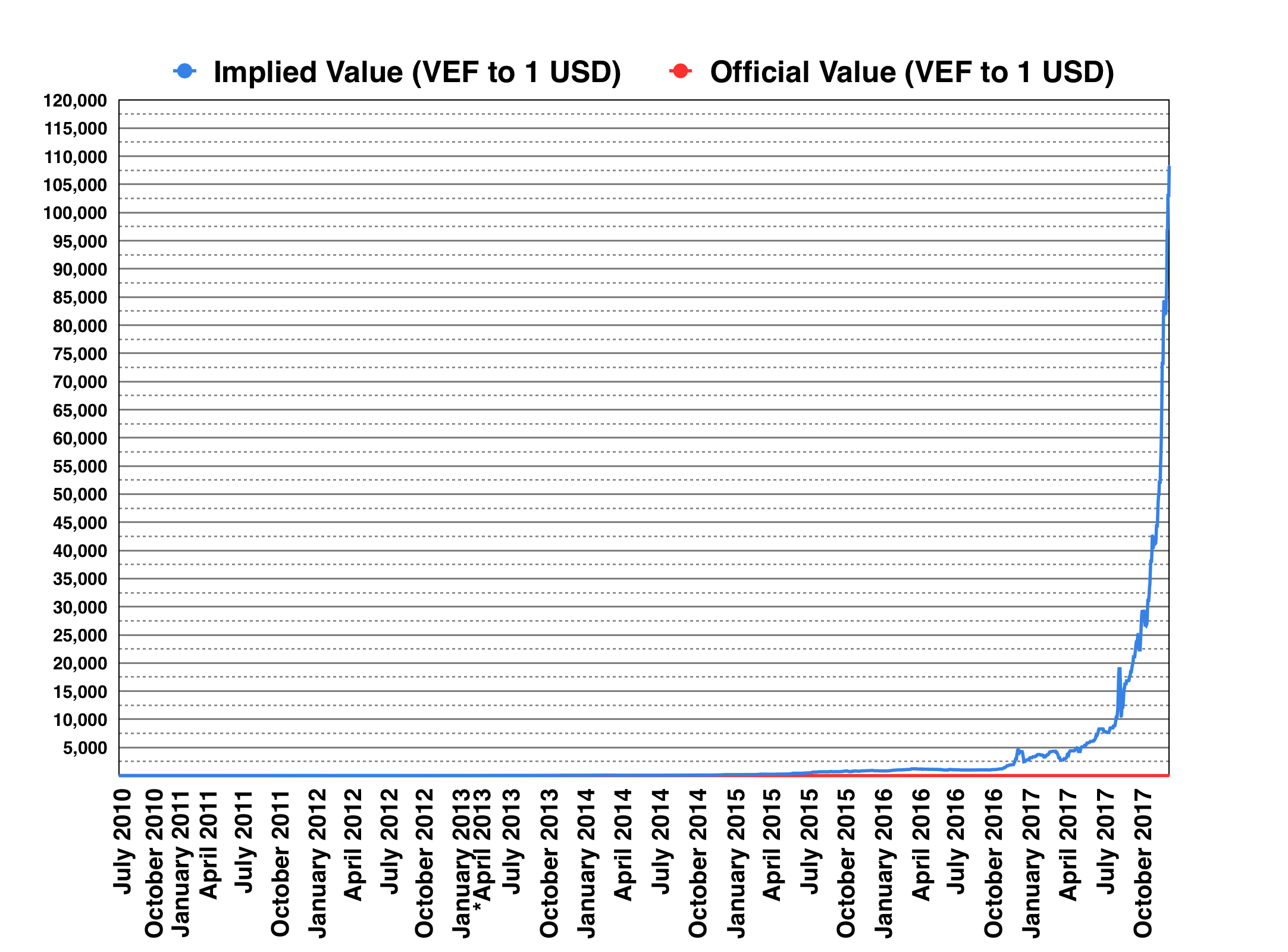
La línea azul representa el valor implícito de VEF comparado con USD. La línea roja representa lo que el gobierno venezolano califica oficialmente del VEF.
Fuentes: Banco Central de Venezuela, Dólar Paralelo, Banco de la Reserva Federal, Fondo Monetario Internacional.

El Centro Nacional de Comercio Exterior (CENCOEX) reemplaza a CADIVI a partir de enero de 2014, creado mediante el Decreto N.º 601, publicado en la Gaceta Oficial de Venezuela. La tasa en la que se tranzan las divisas es publicada diariamente por el BCV, y su primera cotización se situó alrededor de los 49 Bs./$ US. En julio de 2014, a través de una circular del Banco Central de Venezuela, se establece que el monto mínimo a tranzar en el SICAD II para personas naturales es de $1000, y al mismo tiempo se establecen más requisitos para realizar operaciones a través de esta vía.
Gobierno anuncia liquidación de Cencoex, el 20 de septiembre de 2024 se anunció la creación de la Agencia de Promoción de Exportaciones de Venezuela, que estará a cargo de Daniela Desiree Cabello.

### SIMADI
Sistema Marginal de Divisas o SIMADI, es una modalidad creada en enero de 2015 por el gobierno de Venezuela para el control cambiario del dólar en el país, que reemplaza al SICAD II pasando el SICAD I ha ser simplemente SICAD.
El Banco Central de Venezuela (BCV) es el ente encargado de regular y controlar el valor del dólar por este sistema. Dicho sistema consiste en la compra-venta de dólares con ciertas restricciones. Las personas naturales y las empresas podrán adquirir y cotizar dólares.
El precio del dólar depende de la oferta y demanda que presente el mercado en ese momento.
Entre las limitaciones del sistema se detallan:
- Venta de 300 dólares por día.
- 2.000 dólares por mes.
- y 10.000 dólares por año.

El 31 de enero de 2016 cerró formalmente las operaciones el SIMADI y el SICAD siendo reemplazados por el sistema de subastas DICOM.

### DICOM / DIPRO
El Sistema de Divisas de Tipo de Cambio Complementario Flotante de Mercado  (feb 2016 - may 2019) comenzó el 1 de marzo del 2016.
El 9 de marzo de 2016 se implanta dos nuevos sistemas de divisas, Tipo de Cambio Protegido (DIPRO) y Tipo de Cambio Complementario (DICOM), el primero a un costo de 10 bs. por dólar y el otro empezó en 206 Bs. El anuncio lo dio a conocer Miguel Pérez Abad. Este sistema se ve restringido por:
- Las personas naturales solo podrán adquirir 500 euros trimestrales y 2.000 anuales.[33]
- Las jurídicas podrán comprar 400.000 euros trimestrales y 1,2 millones por año.[33]
- Las subastas ordinarias las hará de manera continua el Comité de Subastas, adscrito al Banco Central de Venezuela. Y el precio dependerá de la oferta y demanda.
- Para el segundo trimestre de 2017 casi no hay subastas en dólares, en su lugar las subastas son en euros debido a las sanciones de EE.UU, este anuncio fue realizado por Tareck Al Aissami, Vicepresidente de la República.[34][33] En noviembre las subastas desaparecen.

El 2 de agosto de 2018 queda derogada la ley del Régimen cambiario y los ilícitos cambiario y el artículo 138 del decreto de Ley del Banco Central de Venezuela publicado en la Gaceta Oficial de Venezuela Nro 41.452 del 2 de agosto de 2018.

### Mesa de cambio
A partir del 13 de mayo de 2019 el BCV, permite a bancos autorizados realizar la compra y venta de divisas entre personas naturales y jurídicas, solo del sector privado a través de mesas de cambio, este nuevo esquema para ofertar divisas, no supone el fin del control de cambio para lo cual las instituciones deberán publicar diariamente el tipo de cambio promedio resultante de las operaciones al final de cada jornada, este promedio dará inicio a la oferta de compra-venta del día siguiente.
El 29 de agosto de 2019 se restablece la libre convertibilidad de la moneda en todo el territorio nacional de acuerdo a la Gaceta Oficial Extraordinaria 6.405 del Convenio Cambiario Número Uno de septiembre de 2018, para lo cual es el Banco Central será quien regula y administra el nuevo Sistema de Mercado Cambiario permitiendo que la moneda norteamericana fluctué de acuerdo a la oferta y la demanda, dando por finalizada un periodo oscuro de casi dos décadas en las finanzas de Venezuela.

## Corrupción
El exministro  de Planificación y Finanzas, Jorge Giordani admitió que de Cadivi se habrían robado alrededor de 25.000.000.000 $ (veinticinco mil millones de dólares) y hasta el momento no han presentado culpables de esta situación, por lo cual da a entender que es corrupción dentro del gobierno. En este sentido, el Estado aseguró que se realizaban investigaciones por parte de la fiscalía general de la república, y que próximamente serían presentados los responsables de este hecho. Tanto trabajadores de CADIVI como usuarios del sistema han sido acusados por hechos de corrupción, a pesar de que los dólares asignados en el presupuesto nacional para el 2013 con el objetivo de suplir la demanda de dólares en CADIVI fue mínima en comparación con otros mecanismos de obtención de divisas como el reciente SICAD.
Varios proyectos del gobierno que fueron ejecutados con miles de millones de dólares preferenciales están siendo investigados  por sobre facturación con el único objetivo de obtener ingentes cantidades de divisas como los casos de las termoelectricas, la represa Tocoma, compras de material logístico para PDVSA; la compra de la deuda Argentina  y la colocación de los Bonos del Sur; el uso para la compra de alimentos para los sistemas de Mercal, PDVAL y CLAP comprados con dólares Cadivi y vendidos a precios superiores son investigados en tribunales en el exterior, por el caso de lavado de dinero robado al estado venezolano.
Si bien CADIVI permitía obtener hasta 500 $USD en efectivo al año por persona, algunos usuarios han visto esto insuficiente, por lo cual, utilizaron mecanismos alternos para convertir los montos aprobados para la tarjeta de crédito en efectivo. A estos usuarios se les ha denominado raspacupos por el mismo presidente Nicolás Maduro. El vicepresidente del Área Económica, Rafael Ramírez Carreño, acusó en el 2013  a los raspacupos de la crisis cambiaria que se ha suscitado en Venezuela, él los acusa de haber estimulado el mercado alterno de divisas o mercado negro. Sin embargo en el 2018 la Fiscalía y la Asamblea Nacional inició una investigación  a Rafael Ramírez por un desfalco de  once mil millones de dólares a PDVSA y es investigado por blanqueo de capitales en la Banca Privada de Andorra (BPA) donde familiares directos están comprometidos que eran funcionarios de Pdvsa.
En 2004 una directora de CADIVI, Adina Bastidas, había sido acusada de otorgar dólares a cambio de un pago, pero esta negó haber estado involucrada en ningún caso irregular. En cambio, declaró que unos cincuenta empleados habían sido despedidos por hechos irregulares.
En 2012 El coronel Manuel Barroso, expresidente de CADIVI, aprobó más de 23,5 millones de dólares a 2 importadoras con apenas meses de existencia.
A partir del 5 de agosto de 2017 se inicia con el nuevo fiscal general una profunda investigación por casos de corrupción por el uso indebido de la obtención de dólares preferencial y falsas facturaciones
Por este problema se han llegado a detener 21 personas, esto anunció el fiscal general de la República Tarek William Saab tras el casos de corrupción entre el 2004 y en el 2013 vinculadas a la asignación irregular de divisas a empresas de maletín y ficticias que recibieron dólares preferenciales. . Se indicó que las aprehensiones de estas personas se habrían practicado por la comisión de delitos. También se dijo que, al menos, unas 900 empresas están directamente relacionadas con casos de sobreprecios en el fraude realizado a Cadivi-Cencoex. Algunos ejemplos: 
- empresa Bates Gil, C.A. recibió US$ 17,2 millones
- los hermanos Lozano obtuvieron US$ 15,56 millones
- Azucarera Río Turbio, C.A US$ 156 millones
- Envasadora Aguas del Orinoco sobre-facturación